# Stazione di Riva Trigoso
Stazione di Riva Trigoso vasútállomás Olaszországban, Sestri Levante település Riva Trigoso frazionéjában.

## Vasútvonalak
Az állomást az alábbi vasútvonalak érintik:
- Pisa–La Spezia–Genova-vasútvonal

## Kapcsolódó állomások
A vasútállomáshoz az alábbi állomások vannak a legközelebb:
- Stazione di Moneglia
- Stazione di Sestri Levante
- Riva Trigoso old railway station
- Sestri Levante old railway station